# Patroszenie

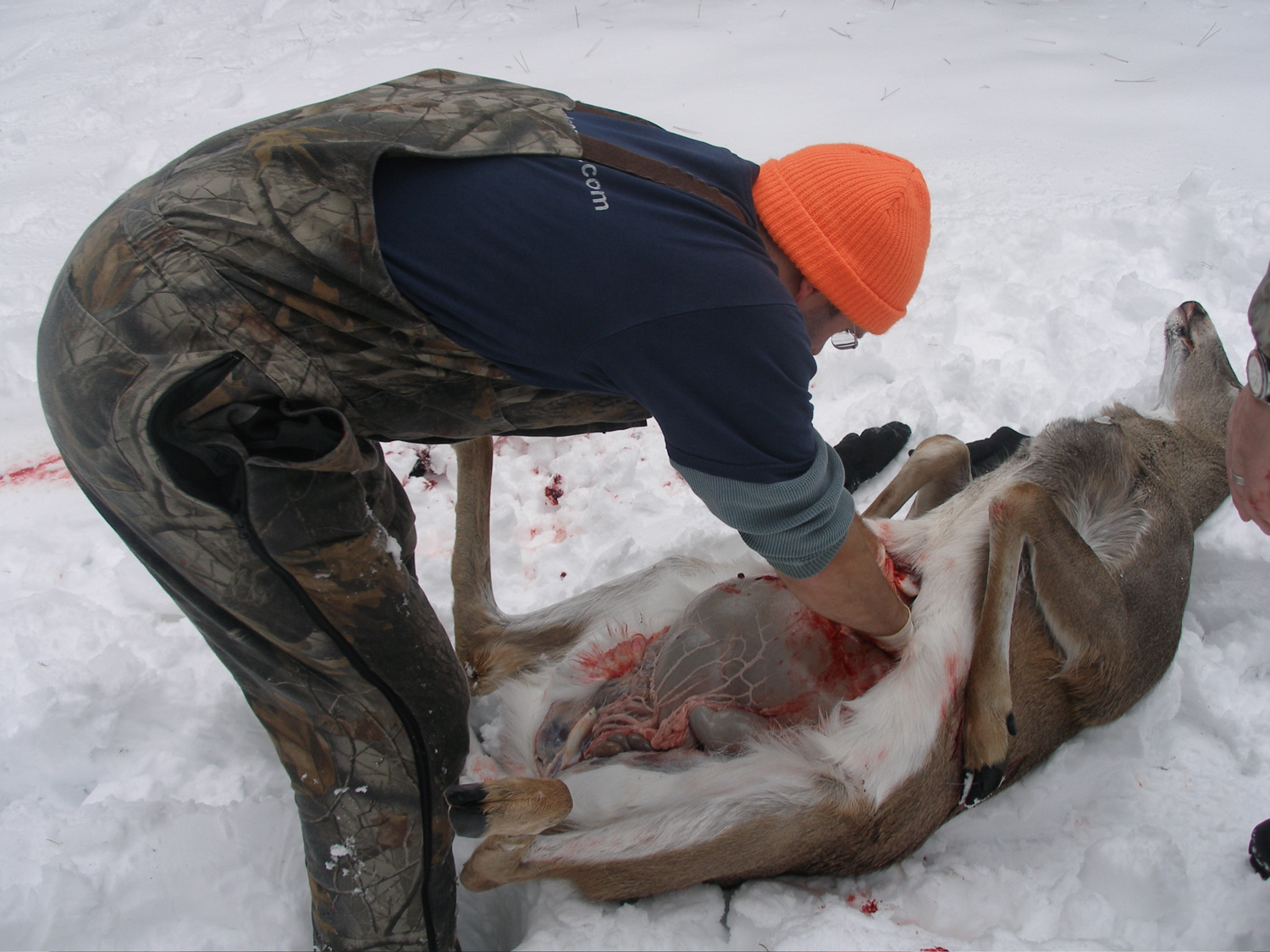
Myśliwy patroszący jelenia

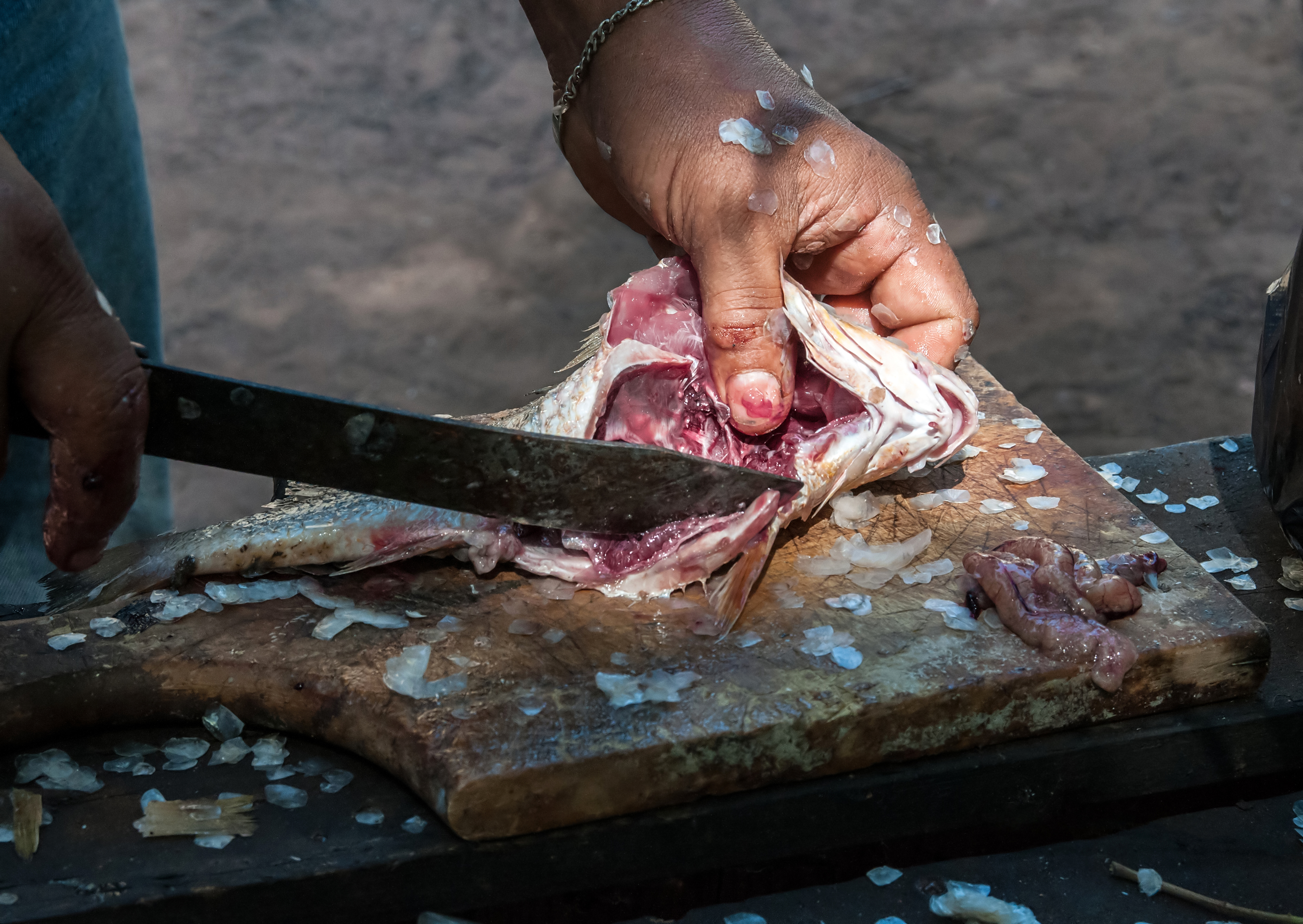
Patroszenie ryby

Patroszenie, wytrzewianie – usuwanie wnętrzności z jamy brzusznej zwierząt przed przygotowaniem mięsa do dalszej obróbki.
Patroszenie wykonuje się niezwłocznie po dokonaniu uboju lub strzeleniu zwierzęcia przez myśliwego. Jest to konieczne ze względu na proces rozkładania się tuszy, który rozpoczyna się w obrębie jamy brzusznej (w przypadku polowania tym bardziej, gdy pocisk uszkodził jelita lub żołądek ofiary). Zaniechanie tej czynności może prowadzić do zakażenia wewnętrznego tuszy i w konsekwencji do jej rozpadu gnilnego. 
W przypadku zwierzyny grubej, sztukę układa się najpierw na grzbiecie i w pierwszej kolejności wycina się jądra u samców (tzw. wytrzebienie). Przecina się skórę i mięśnie szyi wzdłuż środkowej linii podgardla, usuwając krtań i tchawicę (można przewiązać przełyk, aby uniknąć wylania się treści pokarmowej), po czym otwiera się jamę brzuszną. Z jamy brzusznej usuwa się patrochy (niejadalne narządy wewnętrzne, tj. żołądek, śledzionę, jelita) i narogi (jadalne narządy wewnętrzne, tj. wątrobę, płuca, serce i nerki). Później, po oddzieleniu odbytu od skóry i ścianek macicy (u samic) czyści się ranę postrzałową, usuwając krew, również tę nagromadzoną wewnątrz tuszy. Po wypatroszeniu tuszę się studzi (zawiesza, wkładając drewnianą rozpórkę w jamę brzuszną, by zapewnić dostęp powietrza) i transportuje.
U zającowatych, przed przystąpieniem do patroszenia, dodatkowo usuwa się mocz.
W przypadku ptaków układa się tuszkę na grzbiecie, nogami do sprawiającego, przecina jamę brzuszną podłużnym cięciem od odbytu do mostka lub poprzecznie - między odbytem, a kuprem, wprowadza palce przez nacięcie, zrywa wiązanie, oddziela wnętrzności od jamy brzusznej, chwyta za żołądek i wyjmuje się go razem z wątrobą i jelitami, a na zakończenie odcina jelita i wykraja odbyt. Następnie z wnętrzności wyodrębnia się wątrobę i żołądek (czasem też tłuszcz jelitowy) i odkłada do dalszego wykorzystania (od wątroby należy ostrożnie odciąć woreczek żółciowy). Drobne dzikie ptactwo można patroszyć przez przełyk. 
Z kolei patroszenie ryb może się odbywać na dwa sposoby:
- poprzez przecięcie brzucha od otworu odbytowego w kierunku głowy i wyciągnięcie wnętrzności, po ich delikatnym obluzowaniu i oderwaniu ręką (należy wtedy oddzielić jadalne części, czyli ikrę i mlecz, od nieprzydatnej gospodarczo reszty),
- w przypadku przygotowywania ryb faszerowanych nie otwiera się jamy brzusznej, tylko odcina głowę i wraz z nią wyciąga wnętrzności. Wycina się odbyt w ten sposób, aby nie przeciąć jelit, a następnie przecina mięśnie i kręgosłup wokół głowy, bacząc, by nie przeciąć przełyku - na koniec pociągając za głowę wyciąga się wnętrzności, pozostawiając rybę gotową do faszerowania[6][7].